# HardBall 5
A HardBall 5 baseball-videójáték, melyet a MindSpan Technologies fejlesztett és az Accolade jelentetett meg. A játék 1995. június 15-én jelent meg Sega Genesisre HardBall ’95 címmel, illetve 1995. október 9-én DOS-ra és 1996 márciusában PlayStationre HardBall 5 címmel. Az 5 a sorozat utolsó tagja, amelyben Al Michaels a hangkommentátor.

## Fogadtatás
A Next Generation szerkesztője 2/5 csillagra értékelte a játék Sega Genesis-kiadását, megjegyezve, hogy „A szimulációfanatikusok imádni fogják a statisztikákat, azonban a gyenge játékmenet hamar elveszi a kedvet egy teljes szezon lejátszásától.” A magazin a DOS-os kiadásra már 3/5 csillagot adott, kiemelve, hogy „A Hardball sorozat legújabb kiadása jó, erős játék lett, azonban még mindig rengeteg javítanivaló maradt.” A magazin a PlayStation-verziót szintén 2/5 csillagra értékelte, kiemelve, hogy „A Hardball 5-re elsősorban szigorú statisztikai szimulációként tekinthetünk. Ha valaki egy játszható baseballjátékot keres, az álljon tovább.”
A PC Gamer szerkesztője 86/100%-ra értékelte a játék DOS-os kiadását, dicsérve a „szórakoztató, gyors és barátságos” játékmenetet, a grafikát, a hangkommentárt és a statisztikákat, azonban negatívumként kiemelve a játékosok aránytalan formáját, az animációkat, a hangzást és az „agyonmagasztalt játéktermi stílusú” statisztikai motort. Összegzésként megjegyezte, hogy „Ha csak dobni, ütni vagy védekezni akarsz, akkor imádni fogod ezt a játékot. Azonban, ha egy Major League-csapatot akarsz vezényelni és realisztikus eredményeket vársz, akkor valószínűleg nem leszel boldog.”
1997 februárjáig 250 000 példányt adtak el a játékból.

## Fordítás
- Ez a szócikk részben vagy egészben  a   HardBall 5 című angol Wikipédia-szócikk ezen változatának fordításán alapul.  Az eredeti cikk szerkesztőit annak laptörténete sorolja fel. Ez a jelzés csupán a megfogalmazás eredetét és a szerzői jogokat jelzi, nem szolgál a cikkben szereplő információk forrásmegjelöléseként.